# Baltic Cup
Der Baltic Cup ist ein Fußballwettbewerb der Nationalmannschaften der drei baltischen Staaten Estland, Lettland und Litauen. Während der Sowjetzeit spielte zum Teil auch Weißrussland mit.
Der Wettbewerb wurde 1928 zum ersten Mal ausgetragen und findet seither unregelmäßig statt. Nachdem der Wettbewerb nach 1976 eingestellt worden war, begann man seit der Unabhängigkeit der baltischen Staaten 1991 wieder mit der Austragung, seit dem Jahr 2001 nur noch in ungeraden Jahren.
Beim Wettbewerb 2005 verzichtete Estland wegen Terminschwierigkeiten auf eine Teilnahme.
2012 nahm Finnland zum ersten Mal am Turnier teil, 2022 Island und 2024 Färöer. Dadurch wurde der ausgespielte Modus  geändert. Es wurde nicht im Ligasystem „Jeder gegen Jeden“, sondern im K.-o.-System mit zwei Halbfinals, einem Spiel um Platz 3 und einem Finale gespielt.

## Die Turniere im Überblick
| Jahr         | Gastgeber                  | Finalstände                                | Finalstände                                                      | Finalstände                                                      | Finalstände         |
| Jahr         | Gastgeber                  | Sieger                                     | 2. Platz                                                         | 3. Platz                                                         | 4. Platz            |
| ------------ | -------------------------- | ------------------------------------------ | ---------------------------------------------------------------- | ---------------------------------------------------------------- | ------------------- |
| 1928 Details | Estland                    | Lettland                                   | Estland                                                          | Litauen                                                          | drei Teilnehmer     |
| 1929 Details | Lettland                   | Estland                                    | Lettland                                                         | Litauen                                                          | drei Teilnehmer     |
| 1930 Details | Litauen                    | Litauen                                    | Lettland                                                         | Estland                                                          | drei Teilnehmer     |
| 1931 Details | Estland                    | Estland                                    | Lettland                                                         | Litauen                                                          | drei Teilnehmer     |
| 1932 Details | Lettland                   | Lettland                                   | Litauen                                                          | Estland                                                          | drei Teilnehmer     |
| 1933 Details | Litauen                    | Lettland                                   | Litauen                                                          | Estland                                                          | drei Teilnehmer     |
| 1935 Details | Estland                    | Litauen                                    | Lettland                                                         | Estland                                                          | drei Teilnehmer     |
| 1936 Details | Lettland                   | Lettland                                   | Estland                                                          | Litauen                                                          | drei Teilnehmer     |
| 1937 Details | Litauen                    | Lettland                                   | Estland                                                          | Litauen                                                          | drei Teilnehmer     |
| 1938 Details | Estland                    | Estland                                    | Lettland                                                         | Litauen                                                          | drei Teilnehmer     |
|              |                            |                                            |                                                                  |                                                                  |                     |
| 1940 Details | Lettische SSR              | Lettische SSR                              | Estnische SSR                                                    | Litauische SSR                                                   | drei Teilnehmer     |
| 1948 Details | Lettische SSR              | Litauische SSR                             | Estnische SSR                                                    | Lettische SSR                                                    | drei Teilnehmer     |
| 1949 Details | Litauische SSR             | Litauische SSR                             | Lettische SSR                                                    | Estnische SSR                                                    | drei Teilnehmer     |
| 1950 Details | Litauische SSR             | Litauische SSR                             | Lettische SSR                                                    | Estnische SSR                                                    | drei Teilnehmer     |
| 1952 Details | Estnische SSR              | Estnische SSR                              | Lettische SSR                                                    | Litauische SSR                                                   | drei Teilnehmer     |
| 1954 Details | Belarussische SSR          | Lettische SSR                              | Litauische SSR                                                   | Weißrussische SSR                                                | Estnische SSR       |
| 1957 Details | Litauische SSR             | Lettische SSR                              | Litauische SSR                                                   | Weißrussische SSR                                                | Estnische SSR       |
| 1958 Details | Litauische SSR             | Lettische SSR                              | Litauische SSR                                                   | Estnische SSR                                                    | drei Teilnehmer     |
| 1959 Details | Lettische SSR              | Lettische SSR                              | Litauische SSR                                                   | Estnische SSR                                                    | drei Teilnehmer     |
| 1960 Details | Estnische SSR              | Estnische SSR Lettische SSR Litauische SSR | Wegen Punktgleichheit wurden alle drei Teams zum Sieger erklärt. | Wegen Punktgleichheit wurden alle drei Teams zum Sieger erklärt. | drei Teilnehmer     |
| 1961 Details | Litauische SSR             | Lettische SSR                              | Litauische SSR                                                   | Estnische SSR                                                    | drei Teilnehmer     |
| 1962 Details | Lettische SSR              | Lettische SSR                              | Estnische SSR                                                    | Litauische SSR                                                   | drei Teilnehmer     |
| 1969 Details | Estnische SSR              | Estnische SSR                              | Lettische SSR                                                    | Litauische SSR                                                   | drei Teilnehmer     |
| 1970 Details | Litauische SSR             | Litauische SSR                             | Estnische SSR                                                    | Lettische SSR                                                    | drei Teilnehmer     |
| 1971 Details | Lettische SSR              | Litauische SSR                             | Estnische SSR                                                    | Lettische SSR                                                    | drei Teilnehmer     |
| 1972 Details | Estnische SSR              | Estnische SSR                              | Litauische SSR                                                   | Lettische SSR                                                    | drei Teilnehmer     |
| 1973 Details | Litauische SSR             | Estnische SSR                              | Lettische SSR                                                    | Litauische SSR                                                   | Weißrussische SSR   |
| 1974 Details | Lettische SSR              | Lettische SSR                              | Estnische SSR                                                    | Litauische SSR                                                   | Weißrussische SSR   |
| 1975 Details | Belarussische SSR          | Litauische SSR                             | Lettische SSR                                                    | Weißrussische SSR                                                | Estnische SSR       |
| 1976 Details | Estnische SSR              | Lettische SSR                              | Estnische SSR                                                    | Litauische SSR                                                   | Weißrussische SSR   |
|              |                            |                                            |                                                                  |                                                                  |                     |
| 1991 Details | Litauen                    | Litauen                                    | Lettland                                                         | Estland                                                          | drei Teilnehmer     |
| 1992 Details | Lettland                   | Litauen                                    | Lettland                                                         | Estland                                                          | drei Teilnehmer     |
| 1993 Details | Estland                    | Lettland                                   | Estland                                                          | Litauen                                                          | drei Teilnehmer     |
| 1994 Details | Litauen                    | Litauen                                    | Lettland                                                         | Estland                                                          | drei Teilnehmer     |
| 1995 Details | Lettland                   | Lettland                                   | Litauen                                                          | Estland                                                          | drei Teilnehmer     |
| 1996 Details | Estland                    | Litauen                                    | Estland                                                          | Lettland                                                         | drei Teilnehmer     |
| 1997 Details | Litauen                    | Litauen                                    | Lettland                                                         | Estland                                                          | drei Teilnehmer     |
| 1998 Details | Estland & Lettland         | Litauen                                    | Lettland                                                         | Estland                                                          | drei Teilnehmer     |
| 2001 Details | Lettland                   | Lettland                                   | Litauen                                                          | Estland                                                          | drei Teilnehmer     |
| 2003 Details | Estland                    | Lettland                                   | Litauen                                                          | Estland                                                          | drei Teilnehmer     |
| 2005 Details | Litauen                    | Litauen                                    | Lettland                                                         | nur zwei Teilnehmer                                              | nur zwei Teilnehmer |
| 2008 Details | Lettland                   | Lettland                                   | Litauen                                                          | Estland                                                          | drei Teilnehmer     |
| 2010 Details | Litauen                    | Litauen                                    | Lettland                                                         | Estland                                                          | drei Teilnehmer     |
| 2012 Details | Estland                    | Lettland                                   | Finnland                                                         | Estland                                                          | Litauen             |
| 2014 Details | Lettland                   | Lettland                                   | Litauen                                                          | Finnland                                                         | Estland             |
| 2016 Details | Estland, Lettland, Litauen | Lettland                                   | Litauen                                                          | Estland                                                          | drei Teilnehmer     |
| 2018 Details | Estland, Lettland, Litauen | Lettland                                   | Estland                                                          | Litauen                                                          | drei Teilnehmer     |
| 2020 Details | Estland, Lettland, Litauen | Estland                                    | Lettland                                                         | Litauen                                                          | drei Teilnehmer     |
| 2022 Details | Estland, Lettland, Litauen | Island                                     | Lettland                                                         | Estland                                                          | Litauen             |
| 2024 Details | Estland, Lettland, Litauen | Estland                                    | Litauen                                                          | Lettland                                                         | Färöer              |

### Rangliste der Sieger
| Rang | Land                     | Titel | Jahre |
| ---- | ------------------------ | ----- | --- |
| 1    | Lettland / Lettische SSR | 14 10 | 1928, 1932, 1933, 1936, 1937, 1993, 1995, 2001, 2003, 2008, 2012, 2014, 2016, 2018 1940, 1954, 1957, 1958, 1959, 1960, 1961, 1962, 1974, 1976 |
| 2    | Litauen / Litauische SSR | 10 7  | 1930, 1935, 1991, 1992, 1994, 1996, 1997, 1998, 2005, 2010 1948, 1949, 1950, 1960, 1970, 1971, 1975                                           |
| 3    | Estland / Estnische SSR  | 5     | 1929, 1931, 1938, 2020, 2024 1952, 1960, 1969, 1972, 1973                                                                                     |
| 4    | Island                   | 1     | 2022 |

kursiv: als sowjetische Teilrepubliken